# Communauté rurale de Ndankh Sene
La communauté rurale de Ndankh Sene est une communauté rurale du Sénégal située au centre-ouest du pays. 
Elle fait partie de l'arrondissement de Ndindy, du département de Diourbel et de la région de Diourbel.
Son chef-lieu est Ndankh Sene.
Lors du dernier recensement, la CR comptait 9 615 personnes et 916 ménages.